# Camilo Vargas
Camilo Vargas (Bogota, 9 januari 1989) is een Colombiaans voetballer die als doelman speelt. Hij verruilde Independiente Santa Fein januari 2015 voor Atlético Nacional. Vargas debuteerde in 2014 in het Colombiaans voetbalelftal.

## Clubcarrière
Vargas speelde tot op heden in zijn professionele carrière enkel bij Independiente Santa Fe in de Categoría Primera A. Hij debuteerde in 2007 en met zijn club won hij de Copa Colombia 2009, de Categoría Primera A 2012-I en de Superliga de Colombia 2013. In 2013 bereikte Vargas met Independiente de halve finale van de Copa Libertadores, waarin het door Club Olimpia Asunción verslagen werd.

## Interlandcarrière
Vargas speelde vijf wedstrijden in het Colombiaans elftal onder 20. Bondscoach José Pékerman nam Vargas op in de definitieve selectie van het Colombiaans voetbalelftal voor het wereldkampioenschap 2014. Pékerman nam Vargas eveneens mee naar het WK 2018 in Rusland. Daar begon Colombia met een enigszins verrassende nederlaag tegen het lager ingeschatte Japan (1-2), waarna de ploeg in de resterende twee groepswedstrijden te sterk was voor Polen (3-0) en Senegal (1-0). In de achtste finales echter werden de Colombianen na strafschoppen uitgeschakeld door Engeland (3-4), nadat beide teams in de reguliere speeltijd waren bleven steken op 1-1 door treffers van de Engelse topschutter Harry Kane (rake strafschop in de 57ste minuut) en een doeltreffende kopbal van verdediger Yerry Mina in blessuretijd. Carlos Bacca miste zijn inzet vanaf elf meter, net als Mateus Uribe. Vargas kwam echter niet in actie voor zijn vaderland.